# Giro d'Itàlia de 1949
El Giro d'Itàlia de 1949 fou la trenta-dosena edició del Giro d'Itàlia i es disputà entre el 21 de maig i el 12 de juny de 1949, amb un recorregut de 4.088 km distribuïts en 19 etapes. 102 ciclistes hi van prendre part, acabant-la 65 d'ells. La sortida es feu des de Palerm i l'arribada fou a Monza.

## Història
En aquesta edició el Giro d'Itàlia torna a terres sicilianes després que visités l'illa el 1930. El recorregut serà ascendent per tota la península Itàlica i farà una breu entrada a França durant la 17a etapa.
Fausto Coppi aconseguí la tercera victòria al Giro d'Itàlia, després de les aconseguides el 1940 i 1947. Coppi va cimentar la victòria en la dissetena etapa, entre Cuneo i Pinerolo, en què va protagonitzar una fuga llegendària de 190 km, arribant en solitari a Pinerolo amb quasi 12' sobre el segon de l'etapa Gino Bartali i més de 19' sobre el tercer, Alfredo Martini, després de superar cinc colossos alpins: la Madeleine, el Vars, l'Izoard, Montgenèvre i Sestriere.
Aquell mateix any, Coppi seria el primer ciclista en aconseguit fer el doblet Giro-Tour, en guanyar el Tour de França.

## Equips
En aquesta edició hi van prendre part 15 equips integrats per set ciclistes cadascun, a excepció de tres equips que es presentaren amb sis components, per formar un gran grup de 102 ciclistes.
| Núm   | Codi | Equip   |
| ----- | ---- | ------- |
| 1-7   | WIL  | Wilier  |
| 8-14  | ATA  | Atala   |
| 15-21 | LEG  | Legnano |
| 22-28 | GAN  | Ganna   |
| 29-35 | BAR  | Bartali |
| 36-42 | BIA  | Bianchi |
| 43-49 | FRE  | Fréjus  |
| 50-56 | CIM  | Cimatti |

| Núm    | Codi | Equip      |
| ------ | ---- | ---------- |
| 57-63  | VIS  | Viscontea  |
| 64-70  | ARB  | Arbos      |
| 71-77  | EDW  | Edelweiss  |
| 78-84  | STU  | Stucchi    |
| 85-91  | BEN  | Benotto    |
| 92-98  | FIO  | Fiorelli   |
| 99-105 | BOT  | Bottecchia |

## Etapes
| Etapa | Data       | Recorregut                   | Km  | Vencedor d'etapa          | Líder de la general    |
| ----- | ---------- | ---------------------------- | --- | ------------------------- | ---------------------- |
| 1a    | 21 de maig | Palerm – Catània             | 261 | Mario Fazio Itàlia        | Mario Fazio Itàlia     |
| 2a    | 22 de maig | Catània - Messina            | 263 | Sergio Maggini Itàlia     | Giordano Cottur Itàlia |
| 3a    | 23 de maig | Villa San Giovanni - Cosenza | 214 | Guido de Santi Itàlia     | Giordano Cottur Itàlia |
| 4a    | 24 de maig | Cosenza - Salern             | 292 | Fausto Coppi Itàlia       | Giordano Cottur Itàlia |
| 5a    | 25 de maig | Salern - Nàpols              | 161 | Serafino Biagioni Itàlia  | Giordano Cottur Itàlia |
| 6a    | 26 de maig | Nàpols - Roma                | 233 | Mario Ricci Itàlia        | Giordano Cottur Itàlia |
| 7a    | 27 de maig | Roma - Pesaro                | 298 | Adolfo Leoni Itàlia       | Mario Fazio Itàlia     |
| 8a    | 28 de maig | Pesaro - Venècia             | 273 | Luigi Casola Itàlia       | Mario Fazio Itàlia     |
| 9a    | 29 de maig | Venècia - Udine              | 249 | Adolfo Leoni Itàlia       | Adolfo Leoni Itàlia    |
| 10a   | 1 de juny  | Udine - Bassano del Grappa   | 154 | Giovanni Corrieri Itàlia  | Adolfo Leoni Itàlia    |
| 11a   | 2 de juny  | Bassano del Grappa - Bolzano | 237 | Fausto Coppi Itàlia       | Adolfo Leoni Itàlia    |
| 12a   | 4 de juny  | Bolzano - Mòdena             | 253 | Oreste Conte Itàlia       | Adolfo Leoni Itàlia    |
| 13a   | 6 de juny  | Mòdena - Montecatini Terme   | 160 | Adolfo Leoni Itàlia       | Adolfo Leoni Itàlia    |
| 14a   | 6 de juny  | Montecatini Terme - Gènova   | 228 | Vincenzo Rossello Itàlia  | Adolfo Leoni Itàlia    |
| 15a   | 7 de juny  | Gènova - Sanremo             | 136 | Luciano Maggini Itàlia    | Adolfo Leoni Itàlia    |
| 16a   | 9 de juny  | Sanremo - Cuneo              | 190 | Oreste Conte Itàlia       | Fausto Coppi Itàlia    |
| 17a   | 10 de juny | Cuneo - Pinerolo             | 254 | Fausto Coppi Itàlia       | Fausto Coppi Itàlia    |
| 18a   | 11 de juny | Pinerolo - Torí              | 65  | Antonio Bevilacqua Itàlia | Fausto Coppi Itàlia    |
| 19a   | 12 de juny | Torí - Monza                 | 267 | Giovanni Corrieri Itàlia  | Fausto Coppi Itàlia    |

## Classificacions finals

### Classificació general
| Classificació general                  | Classificació general    | Classificació general | Classificació general |
| Pos.                                   | Ciclista                 | Equip                 | Temps                 |
| -------------------------------------- | ------------------------ | --------------------- | --------------------- |
| 1                                      | Fausto Coppi Itàlia      | Bianchi               | 125h 25' 50"          |
| 2                                      | Gino Bartali Itàlia      | Bartali               | + 23' 47"             |
| 3                                      | Giordano Cottur Itàlia   | Wilier-Triestina      | + 38' 27"             |
| 4                                      | Adolfo Leoni Itàlia      | Legnano               | + 39' 01"             |
| 5                                      | Giancarlo Astrua Itàlia  | Benotto               | + 39' 50"             |
| 6                                      | Alfredo Martini Itàlia   | Wilier-Triestina      | + 48' 48"             |
| 7                                      | Giulio Bresci Itàlia     | Wilier-Triestina      | + 49' 14"             |
| 8                                      | Serafino Biagioni Itàlia | Viscontea             | + 53' 14"             |
| 9                                      | Nedo Logli Itàlia        | Arbos                 | + 56' 59"             |
| 10                                     | Silvio Pedroni Itàlia    | Fréjus                | + 1h 02' 10"          |
| 102 participants, 65 acabaren la cursa |                          |                       |                       |

### Classificació de la muntanya
|   | Ciclista               | Equip   | Punts |
| - | ---------------------- | ------- | ----- |
| 1 | Fausto Coppi Itàlia    | Bianchi | --    |
| 2 | Gino Bartali Itàlia    | Bartali | --    |
| 3 | Alfredo Pasotti Itàlia | Benotto | --    |